# .it
.it is het achtervoegsel van domeinnamen in Italië.
Er zijn een aantal gereserveerde second-level-domein namen:
- gov.it is het officiële domein van de regering
- domeinen in de vorm comune.<locality>.<province>.it en comune.<locality>.it zijn gereserveerd voor Italiaanse gemeenten.
- domeinen in de vorm provincia.<province>.it zijn gereserveerd voor Italiaanse provincies.
- domeinen in de vorm regione.<region>.it zijn gereserveerd voor Italiaanse regio's.

.it is ook erg populair als achtervoegsel met betrekking tot de Engelse betekenis van het woord "it" en het feit dat veel Engelse woorden eindigen op -it. Voorbeelden zijn play.it, make.it en write.it.